# الأسطورة الكوثية لنارام-سين
الأسطورة الكوثية لنارام-سين هي واحدة من القلائل من الأعمال الأدبية التي وُجدت نسخ منها في كلٍ من العصر البابلي القديم، العصر البابلي الوسيط والبابلي القياسي في أواخر العصر البابلي الحديث، أي أن عمرها الأدبي امتد لحوالي 1500 عام. يبدو أن عنوانها السابق كان ṭupšenna pitēma، أو «افتح صندوق الألواح» نسبةً إلى المستهل (أول سطر) قبل أن يُعاد تسميتها إلى نارام-سين وجحافل العدو من قبل آخر محرر بابلي لها.
سُمّيت نسبةً إلى نارام سين – أحد أبرز ملوك أواخر الألفية الثالثة ق.م، الذي بلغت في عهده الإمبراطورية الأكدية أوجها – والكوثيين (سكان كوثى). تعد «الأسطورة الكوثية» قصة أخلاقية للتعليم الوعظي، لا ملحمة قائمة على أحداث تاريخية، بخلاف أعمال مشابهة مثل «الثورة الكبرى ضد نارام-سين». تتبع الأسطورة البنية الثلاثية التقليدية: المقدمة، السرد، ثم صيغة البركة/اللعنة، الشائعة في أدب «النرُو» شبه السيري.:32–33  
يكون نارام-سين هو البطل، وأعداؤه هم الـأمان مَندا، وُصفوا تارة بأنهم حوريون من مالغيوم، وتارة بأنهم سكان كهوف أو كائنات شيطانية شبيهة بالطيور، تبعًا للنسخة المستعملة.

## النص
تطورت القصة مع الزمن، بينما تقلص نصها من ملحمة من لوحين (600 سطر) في العصر البابلي القديم، إلى لوح واحد (180 سطرًا) في الفترة المتأخرة، مع أن الأسطر أصبحت أطول.:263
تفتتح بالأسطر:
ṭupšenna pitēma narâ šitassi 

ša anāku Narām-Sîn mār Šarru-kīn 

išṭurūma ēzibūšu ana ūmē ṣâti 

افتح صندوق الألواح واقرأ المسلة،  

والتي أنا، نارام-سين، «ابن» سرجون،  

قد نقشتها وخلّفتها للأيام القادمة.— السطر 1-3
تعود القصة إلى زمن إينمركر، المؤسس الأسطوري لـالوركاء في سومر، الذي أغضب الآلهة بعدم الإصغاء إلى طالعهم، ولم يترك أثرًا يخلد أعماله، مما حال دون تمكن نارام-سين من الدعاء له.:24
خلقت الآلهة الجحافل المعادية، وكانت ننهورساج أمهم وتيامات ظئرهم، يقودهم سبعة ملوك، وعددهم 360,000 جندي، فبدأوا غزو أراضي بلاد الرافدين. أرسل نارام-سين كشافًا ليجرحهم بدبوس ليتأكد إن كانوا ينزفون، فلما تأكد من بشريتهم، قام بفحص الكبد لسبعة حملان (رمزًا لملوكهم السبعة). ولما تلقى طالعًا سيئًا، رفضه بغطرسة قائلاً: «سأطرح نبوءة الآلهة جانبًا، وسأتحكم بنفسي»، ثم أرسل ثلاث حملات في ثلاث سنوات، فُنيت جميعها.:317
أصابه الإحباط وبدأ يشك في إرثه. في عيد رأس السنة، تعهد بألا يعمل إلا بإرادة الآلهة، فحصل على الإذن بمطاردة الأعداء، وأسر 12 منهم، لكنه لم يعاقبهم طاعةً للآلهة. وعاد لفحص الكبد لسبعة حملان دون أن يخالف النتيجة هذه المرة.:35 حذرته إنانا: «لا تدمر نسل الدمار! ففي الأيام القادمة، إنليل سيستدعيهم للشر.» ووصفت هدفهم في مقطع طويل.
أخيرًا، وجّه نارام-سين نصيحته للحكام القادمين بوجوب الالتزام بطوالع الآلهة، ودوّن تحذيره على مسلة محفوظة في صندوق ألواح في إيمسلم، معبد نرغال في كوثى، لحمايتهم من جحافل إنليل أو استرضائها. واختتم بالدعوة إلى السلم: «اربطوا أسلحتكم وضعوها في الزوايا!» حتى إن اجتاح الأعداء أراضيهم، مع ضرورة ترك سجل لحياتهم للأجيال القادمة.:24
تختتم الأسطورة بالأبيات:
šūt narē a tāmurūma 

pūtka tušēṣû 

šūt jāši taktarba arkû 

litarrabka kāša 

أنت الذي قرأت كتابتي  

فأنقذت نفسك،  

أنت الذي باركني، فليباركك  

حاكم مستقبلي!— السطر 177-180

## الأدب
- Mitto, T. D. N. (2022). Cuthaean Legend of Narām-Sîn. With contributions by Z. J. Földi, A. C. Heinrich, A. Hätinen and E. Jiménez. Translated by Benjamin R. Foster. electronic Babylonian Library. https://doi.org/10.5282/ebl/l/1/12